# Konstantinos Prousalis

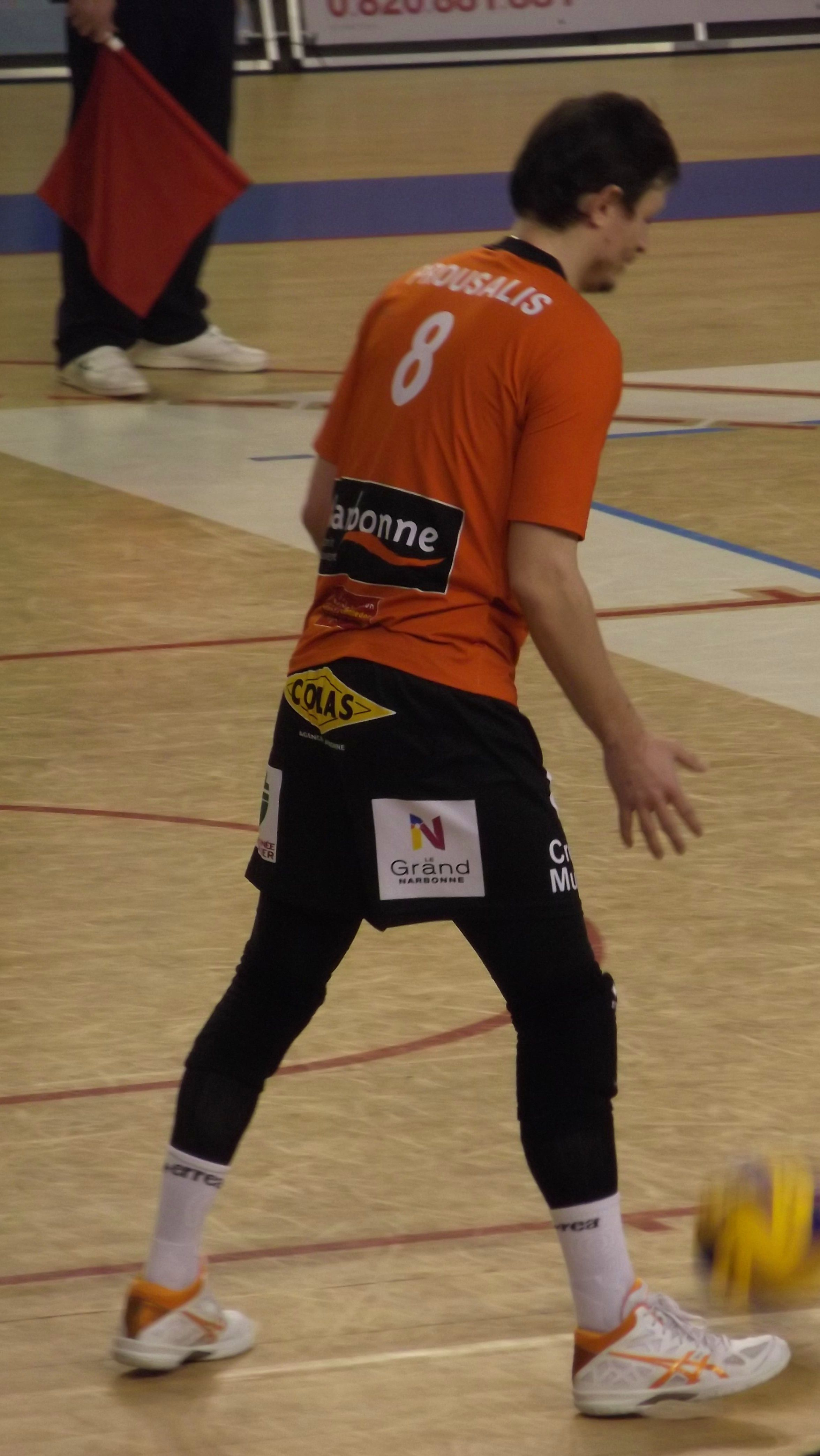
Konstantinos Prousalis

Konstantinos Prousalis (griechisch Κωνσταντίνος Προύσαλης; * 6. Oktober 1980 in Griechenland) ist ein griechischer Volleyballspieler.
Konstantinos Prousalis, der bei einer Körpergröße von 1,92 m auf der Position des Zuspielers spielt, begann seine Karriere 1991 beim griechischen Verein Zafiraki Naousa, wo er für sieben Jahre spielte. Im Sommer 1998 wechselte Prousalis zum griechischen Erstligisten PAOK Thessaloniki, wo er für sechs Jahre unter Vertrag stand. Nach einem zweijährigen Aufenthalt bei EA Patras wechselte er 2006 zu Panathinaikos Athen, wo er bis heute unter Vertrag steht. Mit Panathinaikos konnte Prousalis schließlich mit dem Griechischen Supercup den ersten Titel seiner Profikarriere gewinnen.
Konstantinos Prousalis ist ein Bestandteil der griechischen Nationalmannschaft und nahm mit dieser unter anderem an den Olympischen Spielen 2004 in Athen teil.

## Karriere
| Zeitraum  | Verein               |
| --------- | -------------------- |
| 1991–1998 | Zafiraki Naousa      |
| 1998–2004 | PAOK Thessaloniki    |
| 2004–2006 | EA Patras            |
| 2006–2007 | Panathinaikos Athen  |
| 2007–2008 | Aris Thessaloniki    |
| 2008–2009 | PAOK Thessaloniki    |
| 2009–2012 | Iraklis Thessaloniki |
| 2012–2014 | Narbonne Volley      |
| seit 2014 | Olympiakos Piräus    |

## Titel
- Griechischer Meister: 2012
- Griechischer Pokalsieger: 2007, 2012
- Griechischer Supercup: 2006

| Personendaten    | Personendaten                                       |
| ---------------- | --------------------------------------------------- |
| NAME             | Prousalis, Konstantinos                             |
| ALTERNATIVNAMEN  | Κωνσταντίνος Προύσαλης (griechisch)                 |
| KURZBESCHREIBUNG | griechischer Volleyball-Nationalspieler (Zuspieler) |
| GEBURTSDATUM     | 6. Oktober 1980                                     |
| GEBURTSORT       | Griechenland                                        |